# Binder János Fülöp

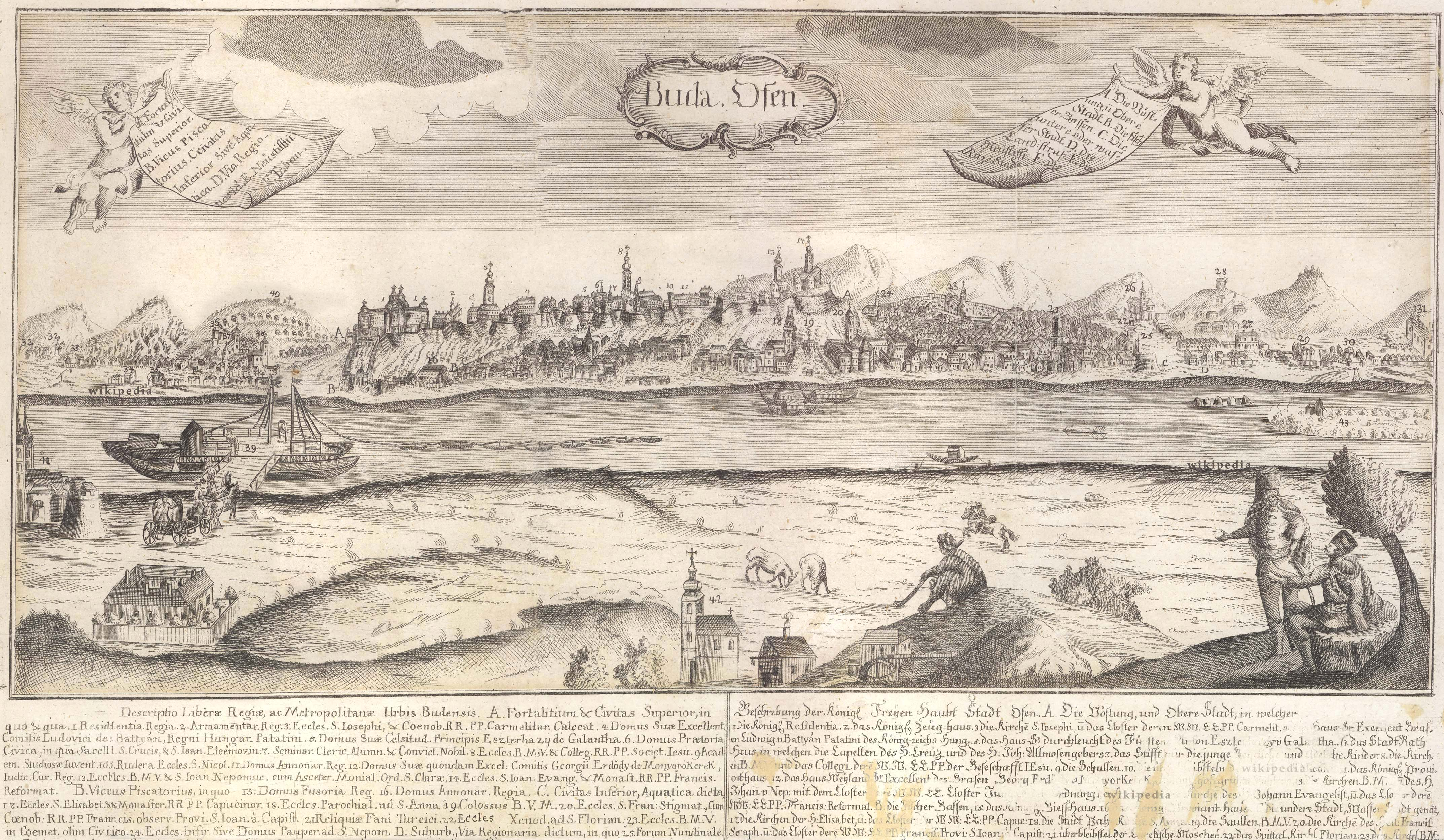
Buda, a Vár és a Dunán a pesti Váci kapunál kikötött hajóhíd ("hidas") az 1700-as évek végén Binder János Fülöp, az első budai rézmetsző keze nyomán

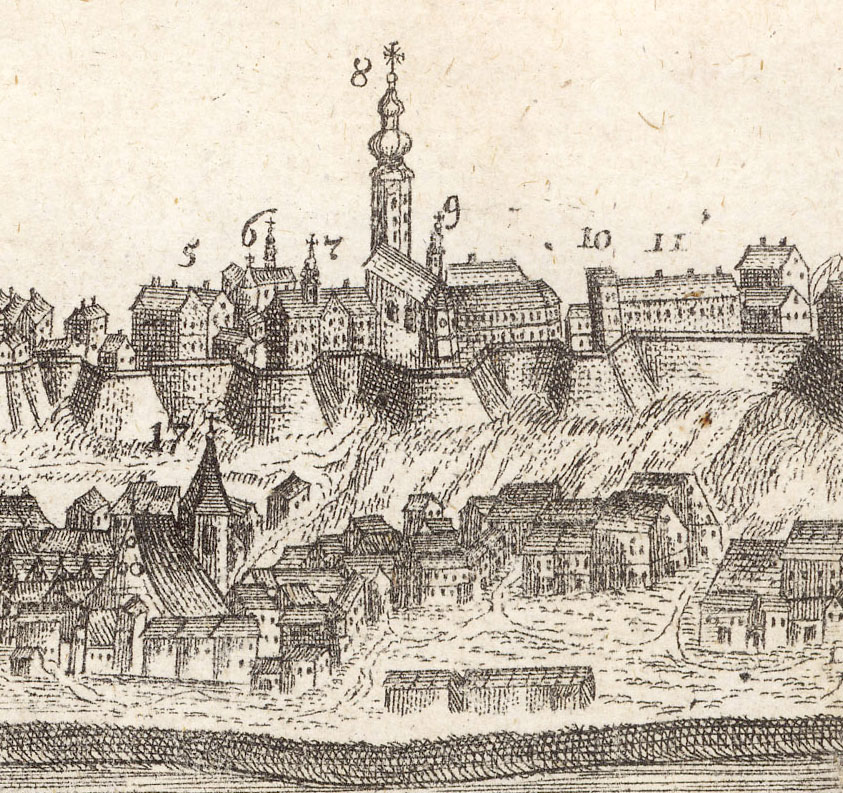
A Halászbástya, és a Mátyás-templom az 1790-es években. A bástya alatt jól látszódik a Halászváros

Binder János Fülöp (Pozsony, 1736.? – Buda, 1811.) grafikus, az első budai rézmetsző. 
Budán működött. Sok szakrális illusztrációt készített. Binder körül önálló magyar rézmetsző műhely alakult ki. 388 rézmetszete ismert. Közülük datált 304, datálatlan 72, 12 a Binder-műhelyben keletkezett. Binder János Fülöp özvegye folytatta férje mesterségét, a rézmetszést.

## Galéria

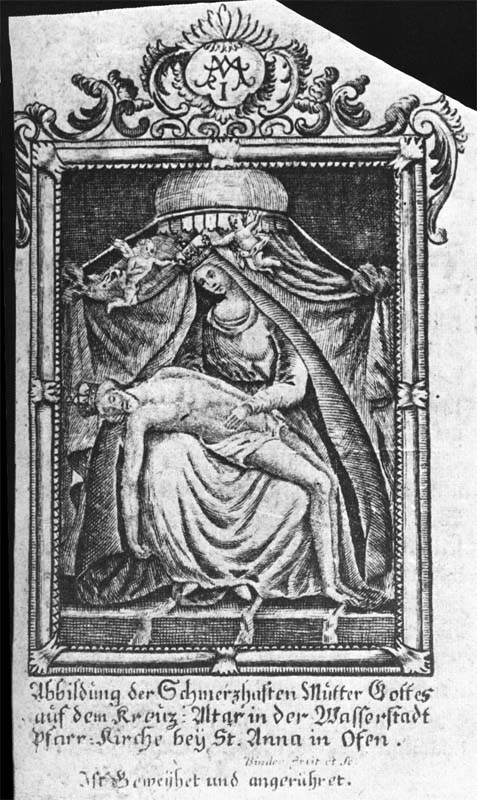
A budai Szent Anna-templom Sasvári Pietája 1805.
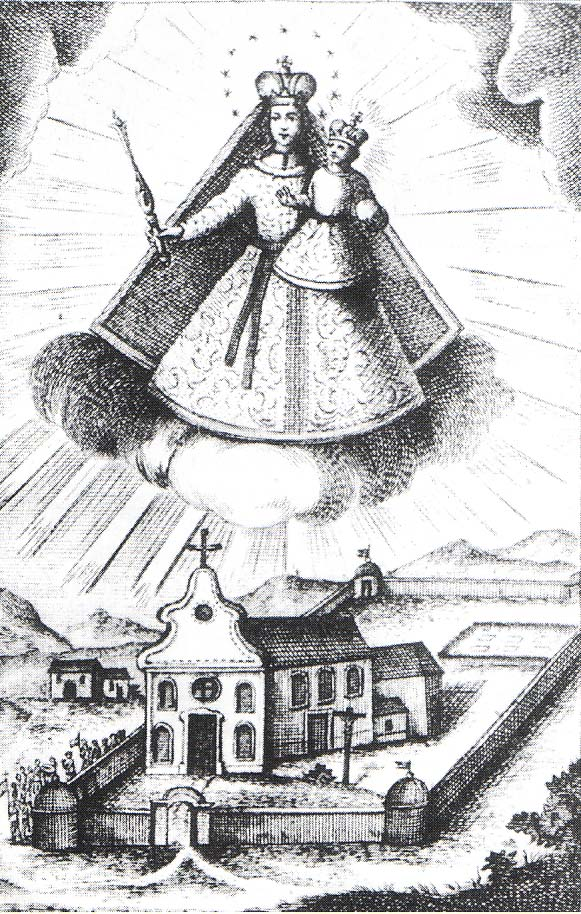
A máriakéméndi kegyszobor és kegytemplom 1774.
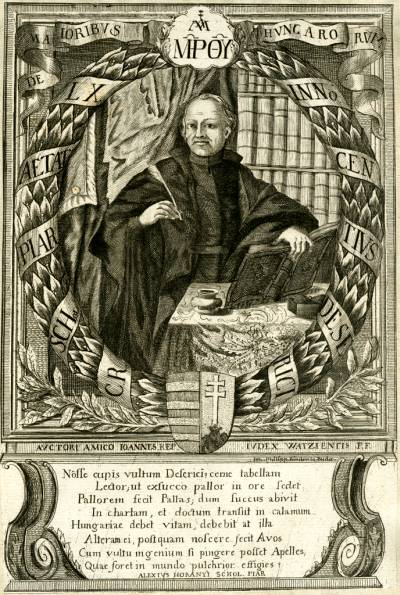
Dezericzky Ince piarista szerzetes, történetíró portréja Buda, 1762.
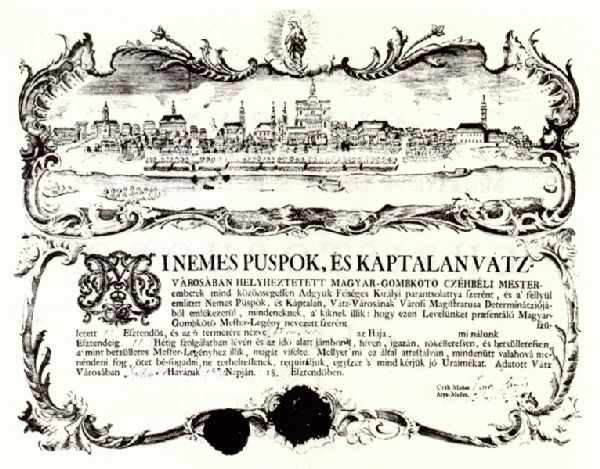
A váci gombkötőcéh céhlevele a 19. század elejéről, a fejlécen Binder János Fülöp Vácot ábrázoló rézmetszete
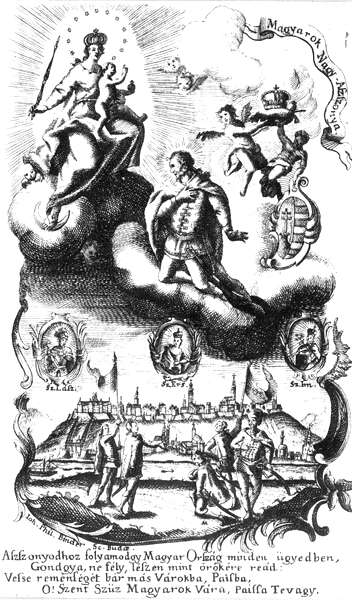
Szent István felajánlja Magyarországot Szűz Máriának, a háttérben Buda, 1763
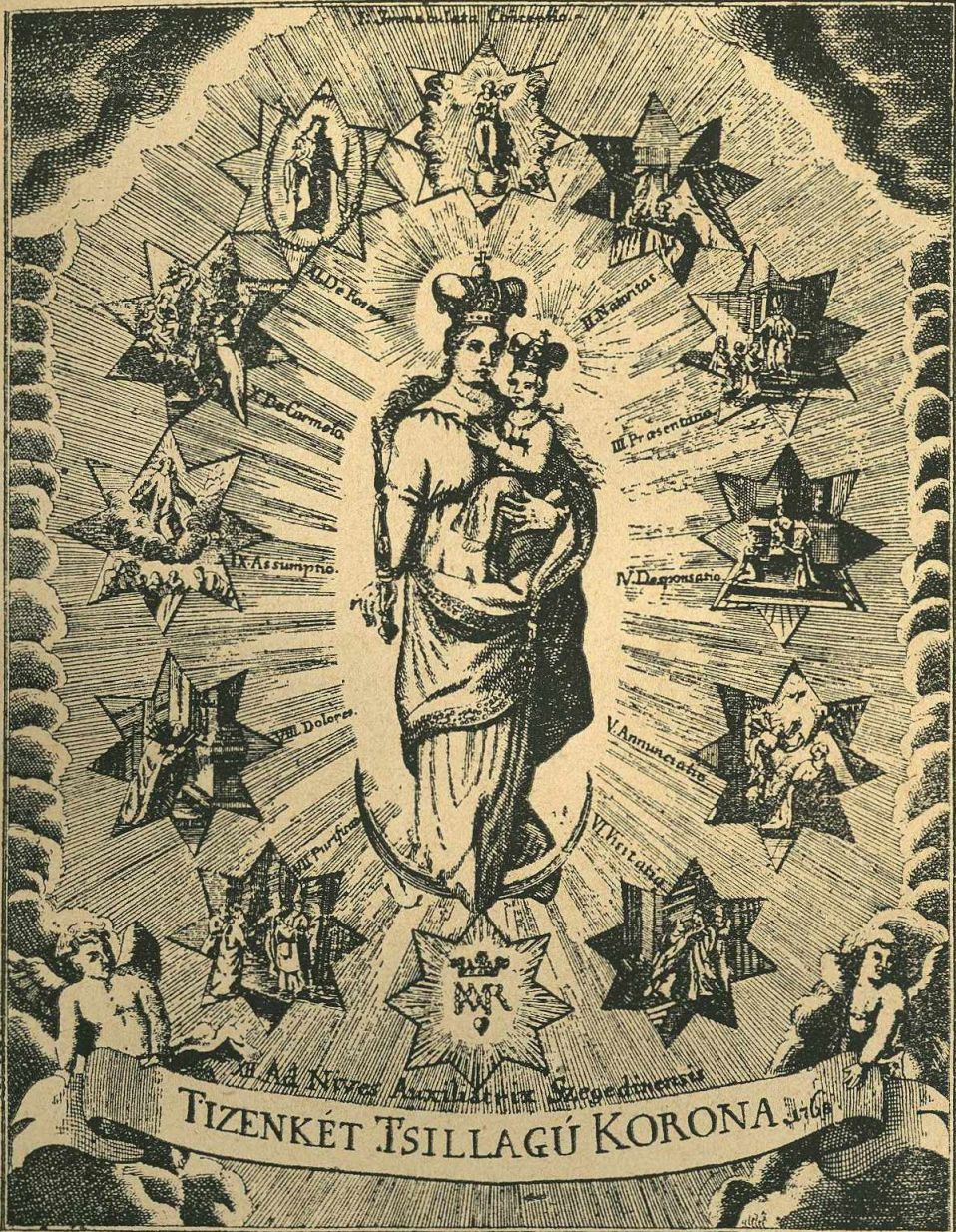
Szűz Mária, karjai között a kis Jézussa (felirat: "Tizenkét Tsillagú Korona. 1768.")
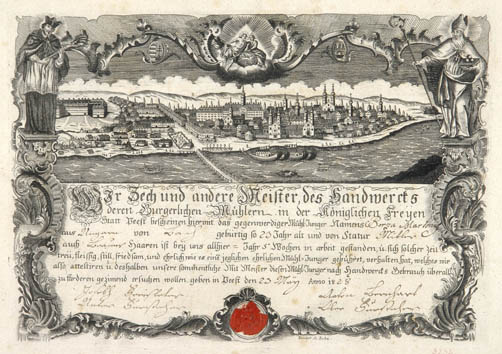
Pest-Buda, Céhlevél
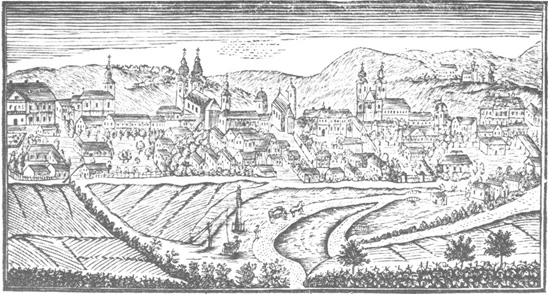
Fehérvár látképe 1780 körül

## Külső hivatkozások
1. 1 2  Német Nemzeti Könyvtár: Integrált katalógustár (Németország) (német nyelven). Integrált katalógustár (Németország) . (Hozzáférés: 2025. március 14.)